# Hans Wilhelmsson
Hans Erik Wilhelmsson (* 14. Juli 1936 in Eskilstuna; † 5. Januar 2004 in Karlsborg) war ein schwedischer Eisschnellläufer.
Wilhelmsson, der für den IF Castor aus Östersund startete, nahm von 1952 bis 1967 meist an nationalen Wettbewerben teil. Er startete bei keiner Mehrkampfweltmeisterschaft und verpasste in Squaw Valley im Februar 1960 bei seiner einzigen Teilnahme an Olympischen Winterspielen mit dem vierten Platz im 500-m-Lauf und 0,1 Sekunden Rückstand auf den dritten Platz nur knapp eine Medaille. Bei der Mehrkampfeuropameisterschaft 1961 in Helsinki lief er auf den 28. Platz und bei der Mehrkampfeuropameisterschaft 1962 in Oslo auf den 24. Rang im Großen Vierkampf. Seine beste Platzierung bei schwedischen Mehrkampfmeisterschaften erreichte er im Jahr 1960 mit dem 18. Platz. Neben dem Sport war er zunächst als Autoverkäufer in Östersund, als Versicherungsmann in Jönköping und später als Bankdirektor in Skövde tätig.

## Persönliche Bestleistungen
| Disziplin | Zeit       | Datum            | Ort          |
| --------- | ---------- | ---------------- | ------------ |
| 500 m     | 40,5 s     | 24. Februar 1960 | Squaw Valley |
| 1000 m    | 1:30,2 min | 17. März 1960    | Strömsund    |
| 1500 m    | 2:14,7 min | 17. Februar 1960 | Squaw Valley |
| 3000 m    | 5:07,7 min | 3. März 1962     | Östersund    |
| 5000 m    | 9:02,6 min | 7. Februar 1959  | Östersund    |